# Mohsen Namjoo
Mohsen Namjoo (persiano: محسن نامجو) (Torbat-e-Jam, 4 marzo 1976) è un cantautore, cantante e musicista iraniano.
Il suo stile musicale è influenzato dal blues, dal rock e dalla musica folk iraniana.

## Biografia

### Infanzia e giovinezza
Namjoo è nato il 4 marzo 1976 a Torbat-e-Jam, una piccola città di Razavi Khorasan nel nord-est dell'Iran. È cresciuto nella città religiosa di Mashhad.[1] Ha iniziato a studiare la musica classica persiana quando aveva 12 anni. In giovane età ha iniziato ad ascoltare musica occidentale e si è interessato a musicisti come Jim Morrison, Eric Clapton e Chris de Burgh.
È stato ammesso alla Tehran University of Art nel 1994.

### 1997-2008: I primi concerti e debutto discografico
Alla fine del 1997 e all'inizio del 1998, Namjoo tenne i suoi primi due concerti, a tema "combinazione moderna di poesia e musica iraniana". Nel 2003 ha iniziato a registrare parti delle sue opere a Teheran. Il suo album di debutto intitolato Toranj è stato messo in commercio in Iran nel settembre 2007. Questo album conteneva principalmente musica clandestina e fu accolto molto bene dalla comunità iraniana. L'album era molto critico con il regime islamico, costringendo il suo autore all'esilio nel 2008.

### 2009.in poi: Mohsen Namjoo in esilio
Ha anche composto colonne sonore per film e opere teatrali. Nel 2010, Namjoo ha dato il via al suo tour A Minor con un nuovo ensemble di band incentrato su alcune delle sue canzoni più popolari e coraggiose. A giugno si sono esibiti alla Walt Disney Concert Hall di Los Angeles, California. Fu invece di ottobre il concerto al Sony Centre di Toronto in Canada. Mohsen Namjoo ha anche pubblicato a giugno un singolo cantato in inglese ed intitolato Such Strange Times.

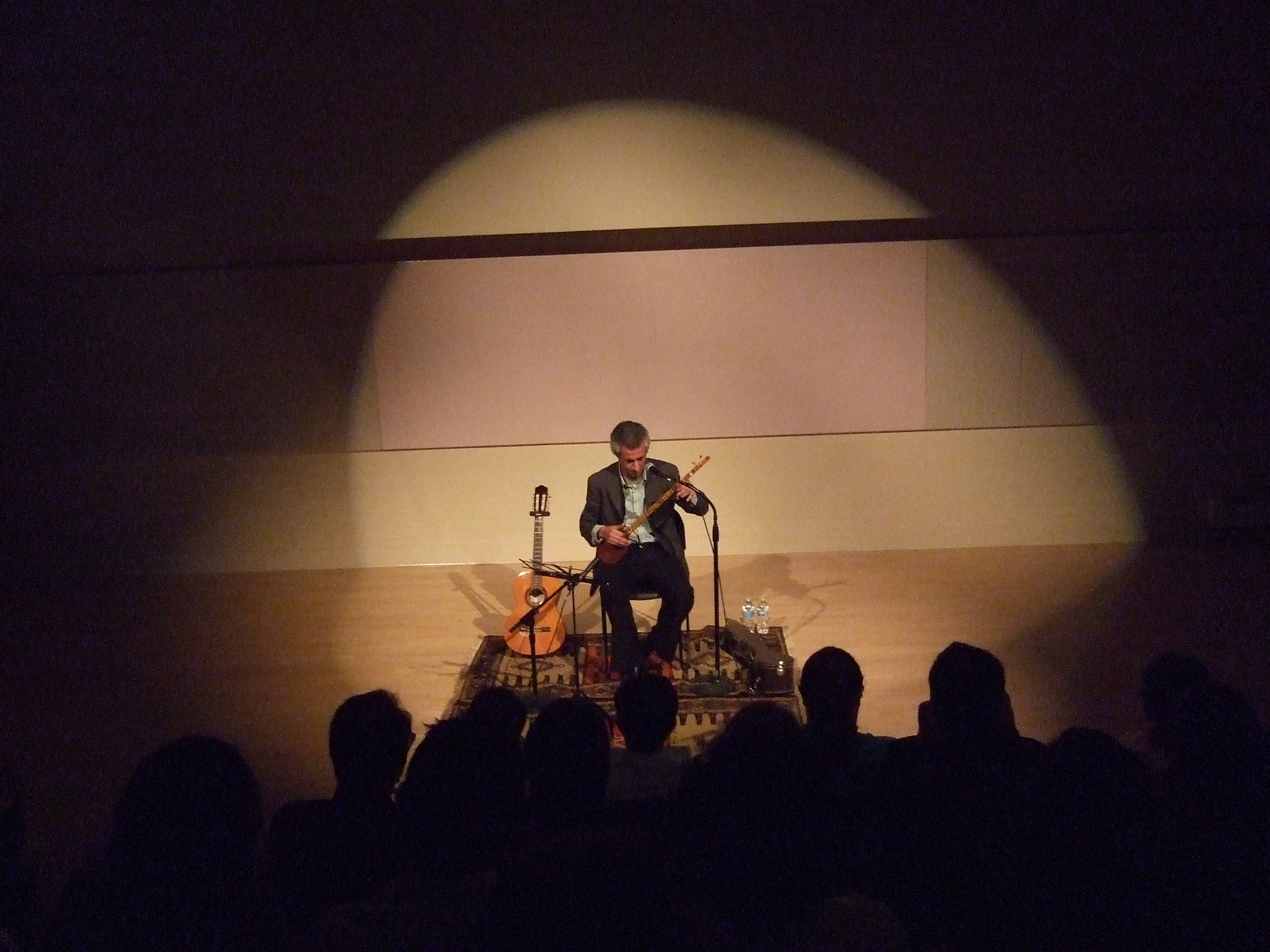
Namjoo in concerto (2012) ad Urbana, Illinois

Nell'autunno del 2011, Namjoo ha registrato dal vivo il suo album successivo, Alaki, durante il suo concerto alla Stanford University. Questo album faceva parte del suo lavoro allo Stanford Pan Asian Music Festival. La band di accompagnamento era composta da Ali Bazyar (percussioni), Dina Zarif (cori), Tannaz Jaffari (cori), Serwah Tabbak (cori), Siamack Sanaie (chitarra), Mark Deutsch: (Bazantar, chitarra).
Nell'autunno del 2012, Namjoo pubblicò il suo album 13/8, una raccolta di sei brani, sviluppati negli Stati Uniti durante l'anno precedente. Il concerto fu preparato in collaborazione con i musicisti californiani James Riotto (contrabbasso), Robert Shelton (tastiera), Ezra Lipp (batteria) e Greg Ellis (percussioni). Payam Entertainment ha prodotto una serie di esibizioni dal vivo per il 2012. La performance inaugurale alla Berkeley, in California, sarà registrata in preparazione di un futuro doppio album con lo stesso titolo.
Dalla fine del 2013, Mohsen Namjoo è stato "Artist in Residence 2014" della Brown University Middle East Studies. Il 7 dicembre 2013, per dare il via alla sua residenza, ha tenuto un concerto presso il Granoff Center for the Creative Arts. Nella primavera del 2014, ha tenuto il corso Tradizione e protesta: musica persiana e iraniana e ha tenuto diversi discorsi sulla musica su argomenti tra cui "Shahram Shabpareh: onestà e scala minore" e "ritmi iraniani". La sera del 10 maggio, il semestre primaverile 2014 è stato coronato da un concerto.
Nell'autunno 2014, Namjoo ha tenuto il corso "Rivoluzione e poeti: contenuto e forma nella poesia iraniana". Giovedì 13 novembre, organizzato da Middle East Studies, Brown, ha preso parte a un panel su "Protest Music/ Music Performance and Social Change on Thursday", oltre a prendere l'iniziativa di riunire un paio di band iraniane, a cui è stato vietato di suonare nella propria nazione in un festival musicale iraniano intitolato "Iran Underground" il 15 novembre presso l'Auditorium RISD. L'evento faceva parte del 250º anniversario di Brown.
Namjoo ha fatto diverse apparizioni cinematografiche. È apparso nel documentario Sounds of Silence (diretto da Amir Hamz e Mark Lazarz) che è stato proiettato in festival cinematografici internazionali. È anche apparso in un lungometraggio narrativo intitolato Few Kilograms of Dates for the Funeral (regista Saman Saloor). Nel 2016 ha recitato nel lungometraggio Radio Dreams di Babak Jalali. La sua ultima canzone chiamata Begoo be baran composta da Ehsan Matoori è stata pubblicata nel marzo 2019 dalla Sheed Records. Il suo nuovo album "Phantasm", composto e prodotto da Ehsan Matoori, è stato pubblicato il 27 aprile 2019 a San Francisco.
Nel 2009, è stato condannato in Iran ad una pena detentiva di cinque anni per aver fatto musica che "disonora" il contenuto del Corano. Poiché Namjoo vive all'estero, la sentenza è stata pronunciata in assenza dell'imputato.

## Discografia

### Album
Studio albums
| Anno | Titolo                          | Originale in persiano |
| ---- | ------------------------------- | --------------------- |
| 2005 | Damavand                        | دماوند                |
| 2006 | Jabr                            | گیس                   |
| 2007 | Toranj                          | ترنج                  |
| 2008 | Jabr-e Joghrafiyaei             | جبرِ جغرافیایی         |
| 2009 | Oy                              | آخ                    |
| 2011 | Useless Kisses                  | بوسه‌های بیهوده        |
| 2014 | Trust the Tangerine Peel        | از پوست نارنگی مدد    |
| 2016 | Personal Cipher                 | صفر شخصی              |
| 2018 | On The String of the Tear's Bow | بر چلّه کمان اشک       |
| 2019 | Phantasm                        | سودای من              |
| 2020 | Motantan                        | مطنطن                 |
| 2020 | Symphonic Odyssey               | سمفونیک اودیسه        |
| 2022 | Odd Time Rock                   | لنگ راک               |

### Album dal vivo
| Anno | Titolo               | Originale in persiano | Note        |
| ---- | -------------------- | --------------------- | ----------- |
| 2011 | Alaki                | الکی                  | In December |
| 2012 | 13/8                 | ۱۳/۸                  | In Fall     |
| 2017 | Voices from the East | آوازهایی از شرق       | In July     |
| 2017 | Axis of Solitude     | مؤلفۀ عزلت            | In October  |